# 센타우루스자리
센타우루스자리(Centaurus)는 천구의 남쪽에 있는 별자리이다. 프톨레마이오스의 목록에 있는 48개 별자리 중 하나로 현대의 88개 별자리에도 속한다. 현재 한국의 위도에서는 별자리의 북쪽 일부를 제외한 대부분을 볼 수 없다.

## 특징
센타우루스자리의 육안으로 관측 가능한 어두운 별들을 포함하면, 뒷쪽으로 끝이 말에 붙어 있고, 한 손에 막대를 든 남자로 보인다. 그 동쪽에 있는 이리를 잡고 있는 듯 다른 한 손이 뻗어있는 것처럼 보이기도 한다.

## 별과 천체
센타우루스자리 알파별은 지구에서 4.37광년 떨어져 있다. 이 별의 동반성(同伴星) 프록시마는 4.24광년 거리로, 태양을 제외하고는 지구에서 가장 가까운 적색왜성이다. 이들은 중력에 의해 묶인 삼연성계(triple solar system)를 이룬다.
이 외에, 하늘에서 10번째로 밝은 별로서, 1등성인 하다르(β Centauri)가 있다.

### 어두운 천체들
다음과 같은 천체들이 센타우루스자리에 포함된다.
- 센타우루스 ω (NGC 5139) - 구상 성단으로, 은하수 내에서 가장 밝고 크다.
- NGC 5128 (센타우루스 A) - 강력한 라디오 전파원
- ESO 325-G004

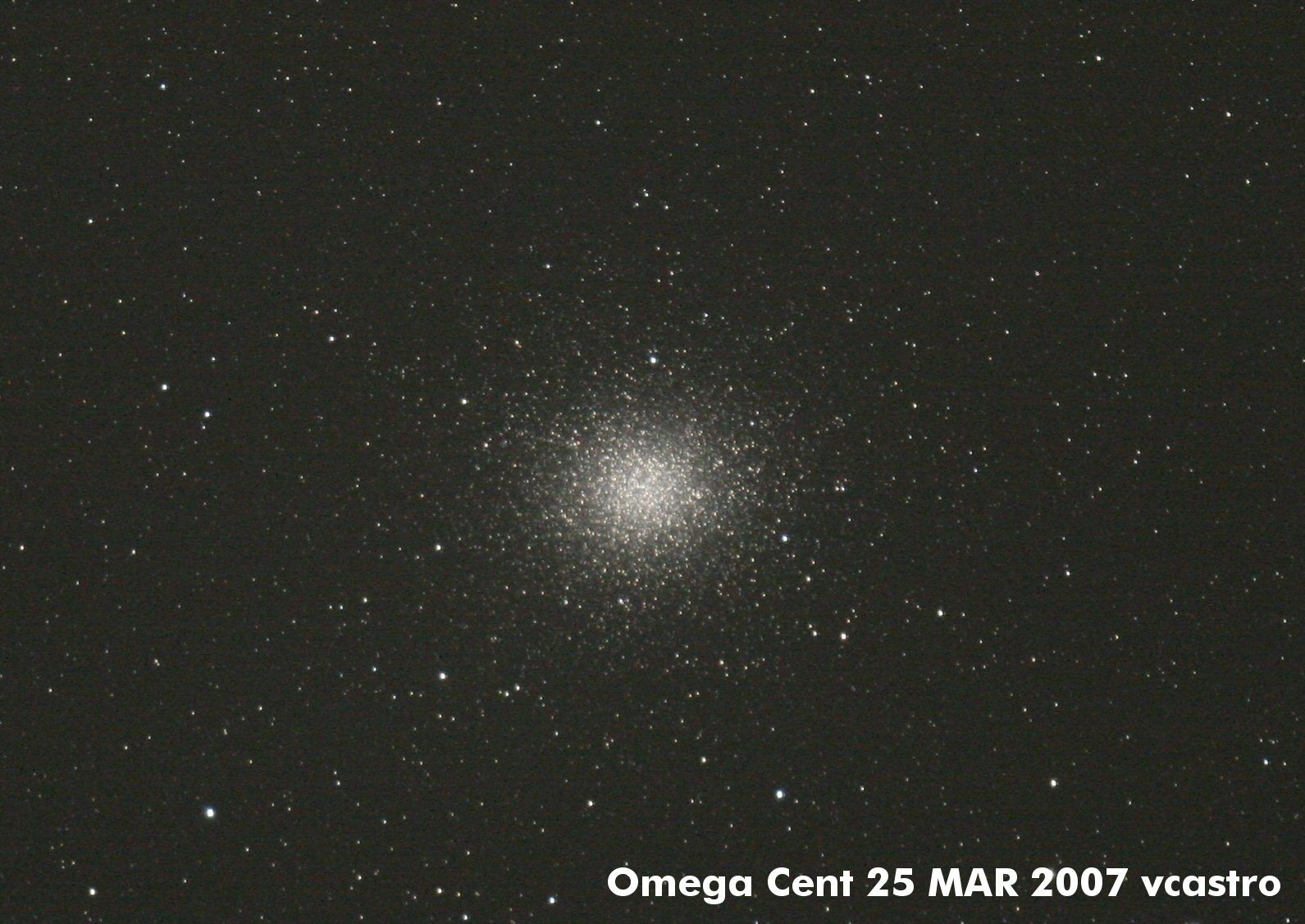
오메가 센타우리

## 역사
이 별자리는 기원전 4세기 유독소스(Eudoxus), 기원전 3세기 아라토스(Aratus)에 의해 언급되었고, 톨레미 별자리 목록에는 별자리에 37개의 별을 배정하였다.

## 신화

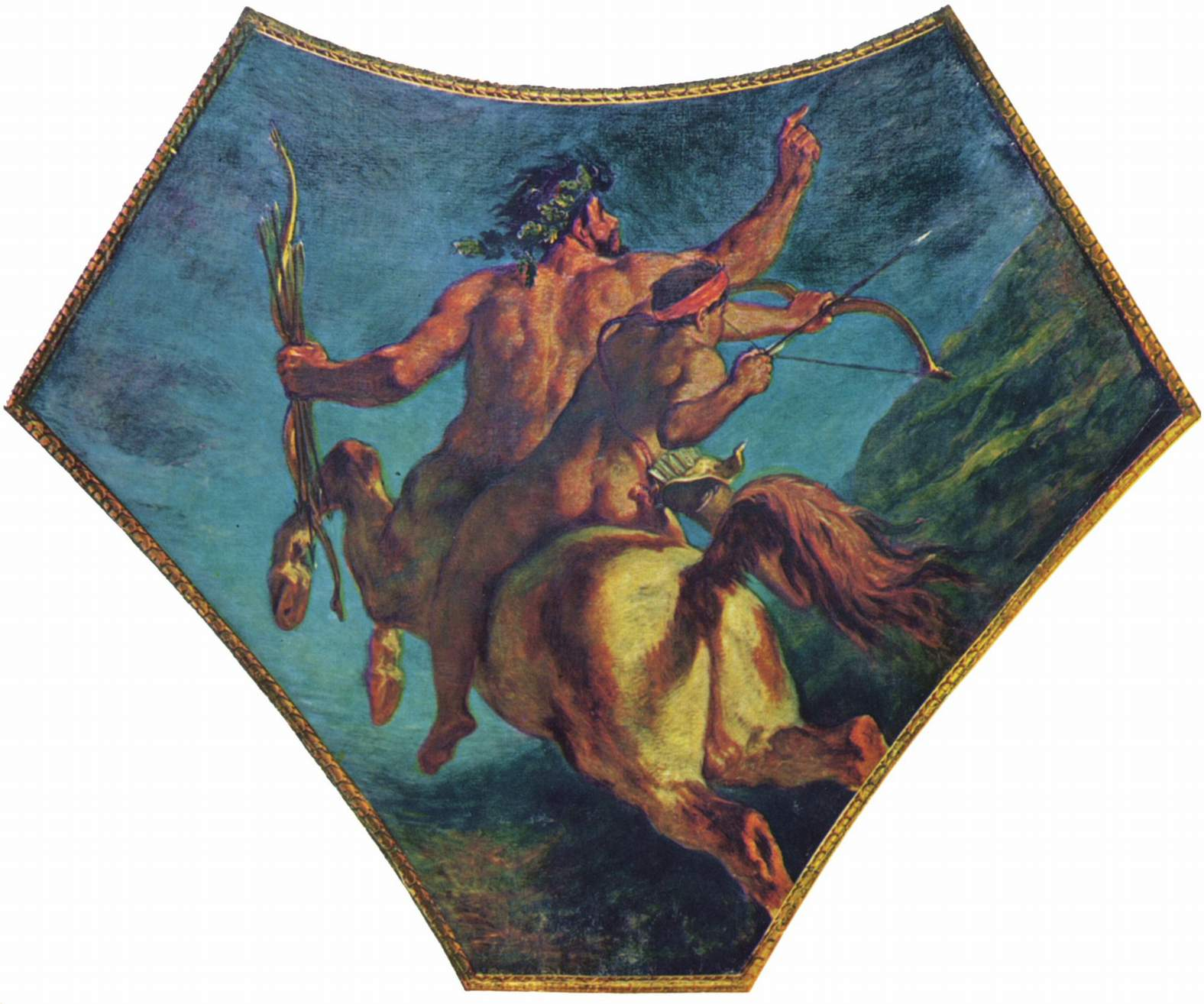
아킬레스를 가르치는 케이론

센타우루스(켄타우루스)는 고대 그리스 신화에 나오는 반인반마(半人半馬)의 괴물로, 대개 성질이 매우 포악한 것으로 알려져 있다.
그러나 개중에는 인간에게 지식을 가르칠 정도로 현명한 종류로 케이론이 대표적이다. 그는 아르고 원정대의 리더인 이아손과 영웅 헤라클레스, 트로이아 전쟁의 영웅 아킬레우스의 스승이기도 했다. 그는 헤라클레스에 의해 실수로 히드라 독에 감염되어 죽게 된다. 그는 또한 제우스의 명을 받아 밤하늘의 별자리를 재 배치하기도 하였다. 그 공으로 케이론은 밤하늘의 별자리에 오르는 상을 받았으나, 그가 배치한 별자리가 워낙 훌륭하여 그의 자리는 구석진 남쪽이 되었다고 한다. 센타우루스는 황도 아랫쪽에 있어, 하계에 있는 것으로 여겨지기도 한다.

## 같이 보기
- 궁수자리
- 남십자성